# К'яравалле-Чентрале
К'яравалле-Чентрале (італ. Chiaravalle Centrale, сиц. Chiaravalli) — муніципалітет в Італії, у регіоні Калабрія,  провінція Катандзаро.
К'яравалле-Чентрале розташовані на відстані близько 490 км на південний схід від Рима, 30 км на південний захід від Катандзаро.
Населення — 5839 осіб (2014).
Щорічний фестиваль відбувається 3 лютого. Покровитель — святий Власій.

## Демографія
Населення за роками:

Станом на 1 січня 2023 року в муніципалітеті офіційно проживало 157 іноземців з 17 країн, серед них 54 громадяни країн Євросоюзу та 5 громадян України.

## Сусідні муніципалітети
- Аргусто
- Капістрано
- Кардінале
- Петрицці
- Сан-Віто-сулло-Йоніо
- Торре-ді-Руджеро